# Bitnami
Das Projekt Bitnami stellt für verschiedene Open-Source-Projekte fertig konfigurierte, leicht zu installierende Anwendungspakete teils kostenlos zum Download bereit. Bitnami bietet einige Pakete kostenpflichtig an und gibt kommerziellen Anwendersupport.
Bitrock, ein Hersteller eines Open-Source-Installationsprogramms, sponsert Bitnami. Verschiedene Cloud-Computing-Anbieter bilden Partnerschaften mit Bitnami. Im Mai 2019 wurde Bitrock und damit Bitnami von VMware übernommen.

## Stacks
Neben der namensgebenden Software beinhalten die Stacks (Deutsch: Stapel) genannten Pakete auch die notwendige Infrastruktur, um die Anwendung zu betreiben. So enthält beispielsweise der Stack zur Wiki-Software MediaWiki gleichzeitig die notwendige Umgebung (Apache Webserver, MySQL und PHP (sog. LAMP)). Ein Stack ist gekapselt, so dass das umschließende Betriebssystem des Benutzers unberührt bleibt.
Stacks bietet Bitnami in drei Formen: Native Installer, Virtual Machine und Cloud Image.
- Bitnami Native Installers: Zur Installation auf dem lokalen IT-System.
- BitNami Virtual Machines: Zum Betreiben in einer virtuellen Maschine.
- BitNami Cloud Images: Zur "Installation" bei einem Cloud-Anbieter. Derzeit werden Oracle Cloud, Amazon Elastic Compute Cloud (EC2), Google Cloud Platform und Microsoft Azure unterstützt. Die Open Telekom Cloud wird im ersten Halbjahr 2017 ergänzt[4].

Es gibt u. a. Stacks für folgende Projekte:
- Content-/Dokumenten-Management: Joomla, Alfresco, Drupal, TYPO3, CMS Made Simple, WordPress und KnowledgeTree
- Blogging: WordPress und Roller
- Forum: phpBB
- Portale: Liferay Portal
- Wiki: DokuWiki, MediaWiki
- E-Learning: Moodle
- Bugtracker: Mantis, Redmine und Trac
- Poll-Management: Opina